# Kdyně
Kdyně (niem. Neugedein) − miasto w Czechach, w kraju pilzneńskim. Według danych z 31 grudnia 2003 powierzchnia miasta wynosiła 2 867 ha, a liczba jego mieszkańców 4 985 osób.

## Demografia
| Rok             | 1970  | 1980  | 1991  | 2001  | 2003  |
| --------------- | ----- | ----- | ----- | ----- | ----- |
| Liczba ludności | 4 784 | 4 802 | 4 369 | 4 900 | 4 985 |

## Gospodarka
W 1696 roku założono tu najstarszą w Czechach manufakturę włókienniczą, która kontynuowała wcześniejsze tradycje.
Od 1920 do 1945 roku działała fabryka pistoletów Antonina Vilímeca pod marką Slavia, od 1935 pod nazwą Kouhut & Společnost produkująca pistolety Mars (kopia Browning 1910 .32 ACP).